# Simon I. de Senlis
Simon I. de Senlis (Senliz, St Lyz; † zwischen 1111 und 1113, bestattet in La Charité-sur-Loire) war Earl of Northampton und Earl of Huntingdon, beides eventuell aus dem Recht seiner Ehefrau (iure uxoris).

## Herkunft
Die Herkunft von Simon de Senlis ist umstritten. Zum einen wird er als dritter Sohn von Landri de Senlis, Sire de Chantilly et de Ermenonville, und seiner Ehefrau Ermengarde gesehen, zum anderen als Sohn von Ranoul/Raundoel le Riche.

## Leben
Laut der Gründungsurkunde der Sawtry Abbey, die von seinem Sohn Simon II. gestiftet wurde, und dem Gründungsbericht der St Andrew’s Priory in Northampton kam Simon I. de Senlis 1066 mit Wilhelm dem Eroberer nach England. Da er im Domesday Book von 1086 nicht erwähnt wird, ist eine spätere Ankunft wahrscheinlicher, spätestens in der Anfangszeit des Königs Wilhelm Rufus, der ab 1087 regierte.
1090 war er bereits mit Maud of Huntingdon (* wohl 1071/1074) verheiratet, Tochter und Erbin von Waltheof II., Earl of Northumbria and Northampton, und Judith von Lens, einer Nichte Wilhelm des Eroberers, nachdem diese sich zuvor der Ehe mit Simon verweigert hatte und vor dem Zorn des Königs ins Ausland geflohen war. Er wurde nach seiner Heirat zum Grafen von Huntingdon und Northampton ernannt (wohl 1087/1090), wohl nicht de iure uxoris, da das Amt seines 1076 hingerichteten Schwiegervaters durch dessen Aufstand gegen Wilhelm den Eroberer verwirkt gewesen sein muss, sondern aufgrund einer neuen Ernennung, so dass er danach Amtsinhaber aus eigenem Recht war. Eine Urkunde zugunsten der Bath Abbey aus dem Jahr 1090 unterzeichnete er mit „Earl Simon“.
Er ließ – vermutlich in den ersten Jahren seiner Ehe – Northampton Castle und die Stadtmauern von Northampton bauen. In der Zeit zwischen 1093 und 1100 gründeten er und Maud die St Andrew’s Priory in Northampton. Laut Suger von Saint-Denis wurde er 1098 während des Vexin-Feldzugs des Königs Wilhelm Rufus gefangen genommen und später gegen Lösegeld freigelassen. 1100 bezeugte er bei der Krönung Heinrichs I. die Charter of Liberties, ebenso wie die königlichen Chartas von 1100 bis 1103, 1106–1107 und 1109–1111. Am 8. August 1111 bezeugte er in Bishop’s Waltham die Schenkung Heinrichs I. an die Bath Abbey, als der König auf dem Weg in die Normandie war. Simon de Senlis ging danach ebenfalls auf den Kontinent und starb zwischen 1111 und 1113 in La Charité-sur-Loire, wo er in der neuen (1107 von Papst Paschalis II. geweihten) Prioratskirche begraben wurde. Sein Todesjahr liegt vermutlich im Jahr 1111, da in diesem Jahr Northampton Castle an die Krone fiel, 1113 war er Sicherheit verstorben, da Ende dieses Jahres seine Witwe ihre zweite Ehe einging.
Ein Dokument vom Ende des 12. Jahrhunderts erwähnt eine Pilgerreise nach Jerusalem, wohl vor dem Hintergrund des Ersten Kreuzzugs, der 1096 begann und 1099 zur Einnahme der Stadt führte. Falls die Pilgerreise stattgefunden hat, dann sicher deutlich danach, da er zwischen 1098 und 1111 zumeist in England bezeugt ist. Die Reise, die mit seinem Tod endete, soll eine zweite Pilgerfahrt gewesen sein, bei der er auf dem Rückweg starb.

## Nachkommen
Drei Kinder von Simon und Maud sind bekannt:
- Simon II. de Senlis, Earl of Huntingdon-Northampton
- Waltheof von Melrose, gewählter und vom König abgelehnter Erzbischof von York
- Maud de Senlis, die in erster Ehe Robert Fitz Richard, Sohn von Richard Fitz Gilbert (aus der Familie Clare) of Little Dunmow, Essex († 1136) heiratete; in zweiter  Saer de Quincy, Lord of Long Buckby in Northamptonshire; ihre Nachkommen waren:
  - Robert de Quincy († um 1198), Vater von:
    - Alice de Senlis (St. Liz), der Mutter von William de Huntingfield, und
    - Saer de Quincy, 1. Earl of Winchester († 1219).

Nach Simons Tod heiratete Maud um Weihnachten 1113 David von Schottland, der 1124 König seines Landes wurde. David wurde als Ehemann Mauds als Nachfolger Simons I. anerkannt. Countess Maud starb 1130/31.